# Johann George Tromlitz
Johann George Tromlitz   (Reinsdorf, 8 de novembre de 1725 - Leipzig, 4 de febrer de 1805) va ser un flautista alemany, fabricant de flautes i compositor.

## Biografia
Johann George Tromlitz, que va néixer a Reinsdorf, Turíngia, com el fill d'un Grenadier, primer va assistir a l'escola a Gera, es va casar el 1747 i va estudiar a la Facultat de dret de la Universitat de Leipzig des de 1750. Va acabar els seus estudis amb el títol de "Notarius publicus Caesareus" (notari Imperial). No se sap res sobre la seva educació musical, que probablement va començar tard, però en 1754 va ingressar als grans concerts de Leipzig (un precursor de l'orquestra de la Gewandhaus) com a flautista solista; Les gires de concerts el van portar en els anys següents com a solista a Sant Petersburg. El 1776 es va retirar de la vida pública. Johann George Tromlitz va ser un besavi de la pianista i compositora Clara Schumann.

## Carrera
Assolí especial anomenada com a concertista de flauta, instrument que també hagué de fabricar-se. Va compondre i publicà tres Concerts per a flauta i quartet d'arc, peces de concert per aquest instrument, lieder i diverses obres teòriques, figurant entre les més conegudes un Metode (1791) i un extensa monografia sobre la flauta travessera (1800).